# Acmocera joveri
Acmocera joveri là một loài bọ cánh cứng trong họ Cerambycidae.